# Истинските призрачни Шумникови
„Истинските призрачни Шумникови“ (на английски: A Really Haunted Loud House) е американски хелоуински телевизионен филм от 2023 г., базиран на анимационния сериал „Къщата на Шумникови“ и игралния двойник, както и спиноф сериал „Истинските Шумникови“. Той е вторият игрален проект и трети филм от едноименната поредица, след „Къщата на Шумникови: Филмът“ и „Коледа с Шумникови“ (2021). Филмът е режисиран от Джонатан Джъдж (един от изпълнителните продуценти и главен режисьор на „Истинските Шумникови“), а сценарият е на Тони Гама-Лобо, Ребека Мей и Тим Хоберт. Джъдж допълнително служи като изпълнителен продуцент на филма с Майкъл Рубинър, докато Дон Дън и Мелани Кърк служат като продуценти. Във филма участват Волфганг Шейфър, Джахзир Бруно, Лекси ДиБенедито, Ева Карлтън, Софи Удард, Катрин Ашмор Брадли, Анака Фурнет, Обин Брадли, Лекси Янисек, Ела Алън, Мия Алън, Огъст Майкъл Питърсън, Джоли Дженкинс и Браян Степанек, а второстепенните роли се изпълняват от Гавин Мадок Бъргман, Тринити Джо-Ли Блис, Матео Кастел, Нолън Мадокс и Кевин Чеймърлейн. Филмът е обявен на 4 април 2023 г., заедно с втория сезон на „Истинските Шумникови“ и „Семейство Касагранде: Филмът“.
Филмът първоначално е насрочен да излезе премиерно на 6 октомври 2023 г. по „Никелодеон“ и „Парамаунт+“, но по-късно е пренасрочен за 28 септември 2023 г. Събитията от филма се развиват между първия и втория сезон на „Истинските Шумникови“.

## Актьорски състав
- Волфганг Шейфър – Линкълн Шумников
- Джахзир Бруно – Клайд Макбрайд
- Лекси ДеБенедито – Лори Шумникова
- Ева Карлтън – Лени Шумникова
- София Удард – Луна Шумникова
- Катрин Ашмор Брадли – Луан Шумникова
- Аннака Фурнерет – Лин Шумникова-младша
- Обин Брадли – Луси Шумникова
- Ела Алън – Лана Шумникова
- Мия Алън – Лола Шумникова
- Лекси Янисек – Лиса Шумникова
- Огъст Майкъл Питърсън – Лили Шумникова
- Джоли Дженкинс – Рита Шумникова
- Браян Степанек – Лин Шумников-старши / Роботът Тод (глас)
- Гавин Мадокс Бъргман – Лиъм Хъникът
- Тринити Джо-Ли Блис – Стела Жау
- Матео Кастел – Зак Гърдъл
- Нолан Мадокс – Ръсти Споукс
- Кевин Чеймбърлин – Филип „Флип“ Филипини
- Мартин Фахардо – Ксандър Кодингтън
- Шайло Молина – Джони
- Антъни Хорд – Пол Кодингтън
- Саманта Сандовал – ученичка
- Лий Хопкинс – Little Red Riding Mom
- Джеф Прайд – доктор Милър
- Срийдеви Мина – Барбара
- Уез Мартинес – Пощальона Боб
- Мейсън Угарте – Съседско дете #2
- Съмър Шафър – Джена
- Лисет Никълс – майка на Ксандър

## В България
В България филмът се излъчва по локалната версия на „Никелодеон“ на 31 октомври 2024 г., в четвъртък от 19:10 ч.

### Нахсинхронен дублаж
| Роля              | Изпълнител |
| ----------------- | --- |
| Линкълн           | Боян Николов |
| Лори              | Августина-Калина Петкова |
| Лени              | Далия Георгиева |
| Джена             | Далия Георгиева |
| Луна              | Карина Андонова |
| Луан              | Юлия Лилова |
| Лин младша        | Малена Шишкова |
| Луси              | Александра Стефанова |
| Стела             | Александра Стефанова |
| Лана              | Жана Донева |
| Лола              | Теодора Тренкова |
| Лиса              | Рада Грозданова |
| Лили              | Явора Йовин |
| Лин старши        | Константин Лунгов |
| Рита              | Мариета Петрова |
| Клайд             | Любомир Димитров |
| Ръсти             | Андрей Манов |
| Зак               | Теодор Славов |
| Зандър Кодингтън  | Теодор Славов |
| Роботът Тод       | Сотир Мелев |
| Джони             | Венцислав Славчев |
| Лиъм              | Венцислав Славчев |
| Пол Кодингтън     | Марио Иванов |
| Пощальона Боб     | Марио Иванов |
| Доктор Милър      | Радослав Рачев |
| Флип              | Радослав Рачев |
| Барбара           | Ангелина Русева |
| Майката на Зандър | Евгения Ангелова |
| Други гласове     | Ангелина Русева Евгения Ангелова Константин Лунгов Любомир Димитров Марио Иванов Стоян Кукуванов Теодор Славов Теодора Тренкова |

| Обработка           | студио „Про Филмс“ |
| ------------------- | ------------------ |
| Режисьор на дублажа | Девора Иванова     |